# Bulgarische Davis-Cup-Mannschaft
Die bulgarische Davis-Cup-Mannschaft ist die Tennisnationalmannschaft Bulgariens.

## Geschichte
1964 nahm Bulgarien erstmals am Davis Cup teil. Ihr bestes Ergebnis erzielte die Mannschaft in den Jahren 1986 und 1987, als sie zweimal hintereinander ins Halbfinale der Europa/Afrika-Gruppenzone I einziehen konnten. Erfolgreichster Spieler ist Todor Enew, der in 30 Partien insgesamt 29 Spiele gewinnen konnte, davon 17 im Einzel und 12 im Doppel. Er ist außerdem mit seinen 30 Teilnahmen Rekordspieler seines Landes.